# Aleksandar Lutovac
Aleksandar Lutovac (in serbo Александар Лутовац?; Belgrado, 28 giugno 1997) è un calciatore serbo, attaccante del Napredak Kruševac.

## Caratteristiche tecniche
È un'ala destra.

## Carriera

### Club
Cresciuto nelle giovanili del Rad Belgrado, ha esordito in prima squadra il 23 settembre 2015 in occasione del match di campionato pareggiato 1-1 contro il Partizan.

### Nazionale
Ha giocato nelle nazionali giovanili serbe Under-19 ed Under-21.